# Monumento a la Mexicanidad
Il Monumento a la Mexicanidad, (chiamato anche "La X" o "La X de Sebastián) è una scultura monumentale urbana situata a Ciudad Juárez, nello stato di Chihuahua, in Messico.

## Storia
Il Monumento a la Mexicanidad, venne costruito in un'area verde restituita dagli Stati Uniti al Messico nel 1963, che faceva parte del Texas, ed era parte dell'area persa dal Messico dopo la guerra del 1846-1848 di 2 100 000 km², a seguito del Trattato di Guadalupe Hidalgo, del 2 de febbraio 1848. L'area restituita venne denominata Parque Público Federal El Chamizal di 1,2 km², venne inaugurata nel 1970, il monumento posizionato ad est del parco venne inaugurato il 24 maggio 2013, ad opera dello scultore Enrique Carbajal, detto Sebastián, autore di altri monumenti nello stesso stile in Messico e all'estero. Nel 2024, sono stati apportati miglioramenti alla Plaza de la Mexicanidad, come la verniciatura della X e la riabilitazione del cosiddetto "guscio acustico". L'opera ha avuto un investimento di oltre 80 milioni di pesos messicani.

## Significato
Secondo lo stesso artista Enrique Carbajal "Sebastián", questo grande monumento è stato creato con la forma di una “X” per simboleggiare il meticciato, cioè il crogiolo delle culture indigene e spagnole del Messico. Un'altra versione non ufficiale, ma diffusa, spiega che la X sta per la terza lettera del nome Messico, (Mexico), che il presidente Benito Juárez ha cambiato, come segno di ribellione, al posto della J, (Mejico), imposta allora dalla Spagna.

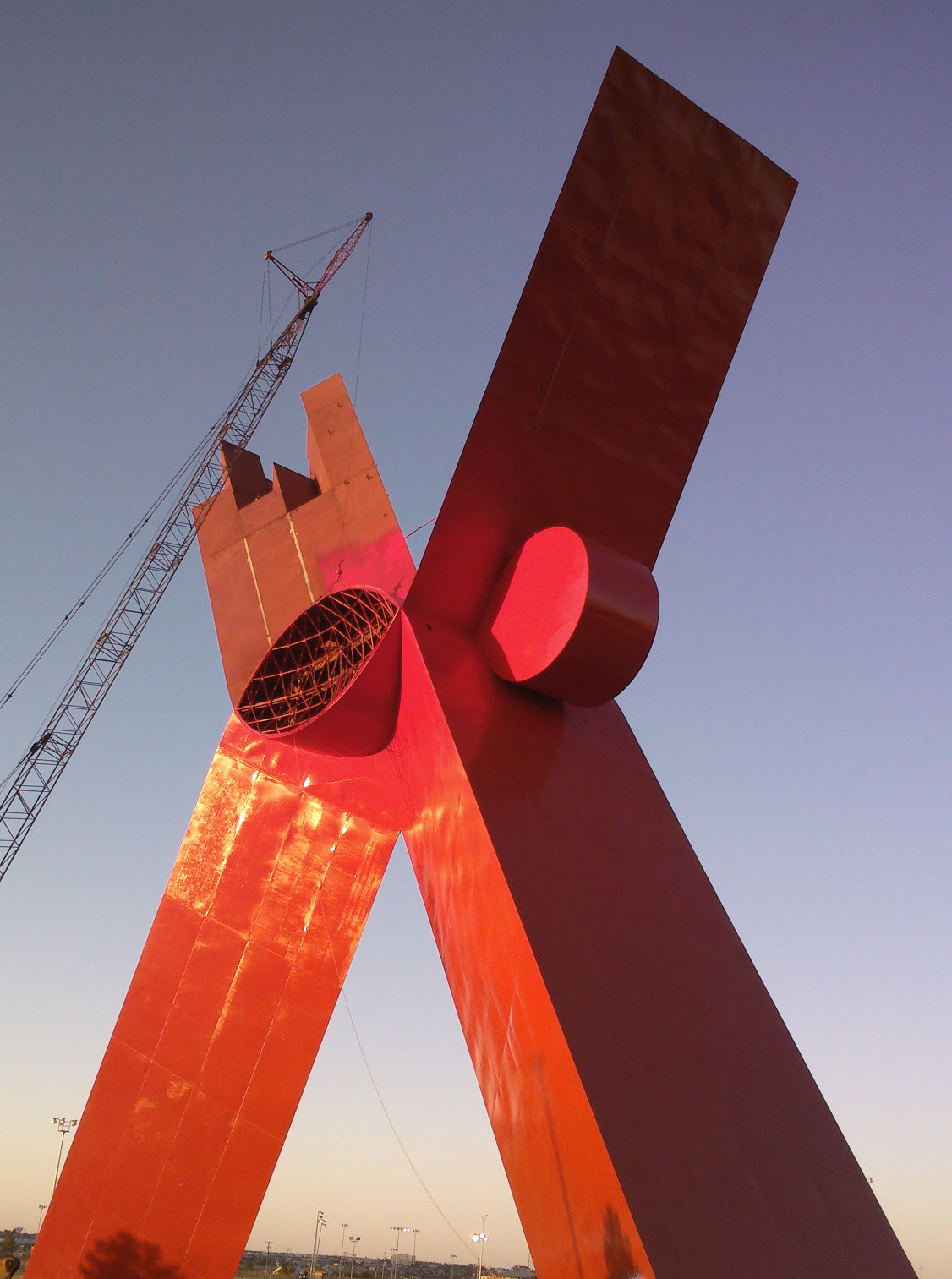
La "X" durante i lavori di riverniciatura

## Descrizione

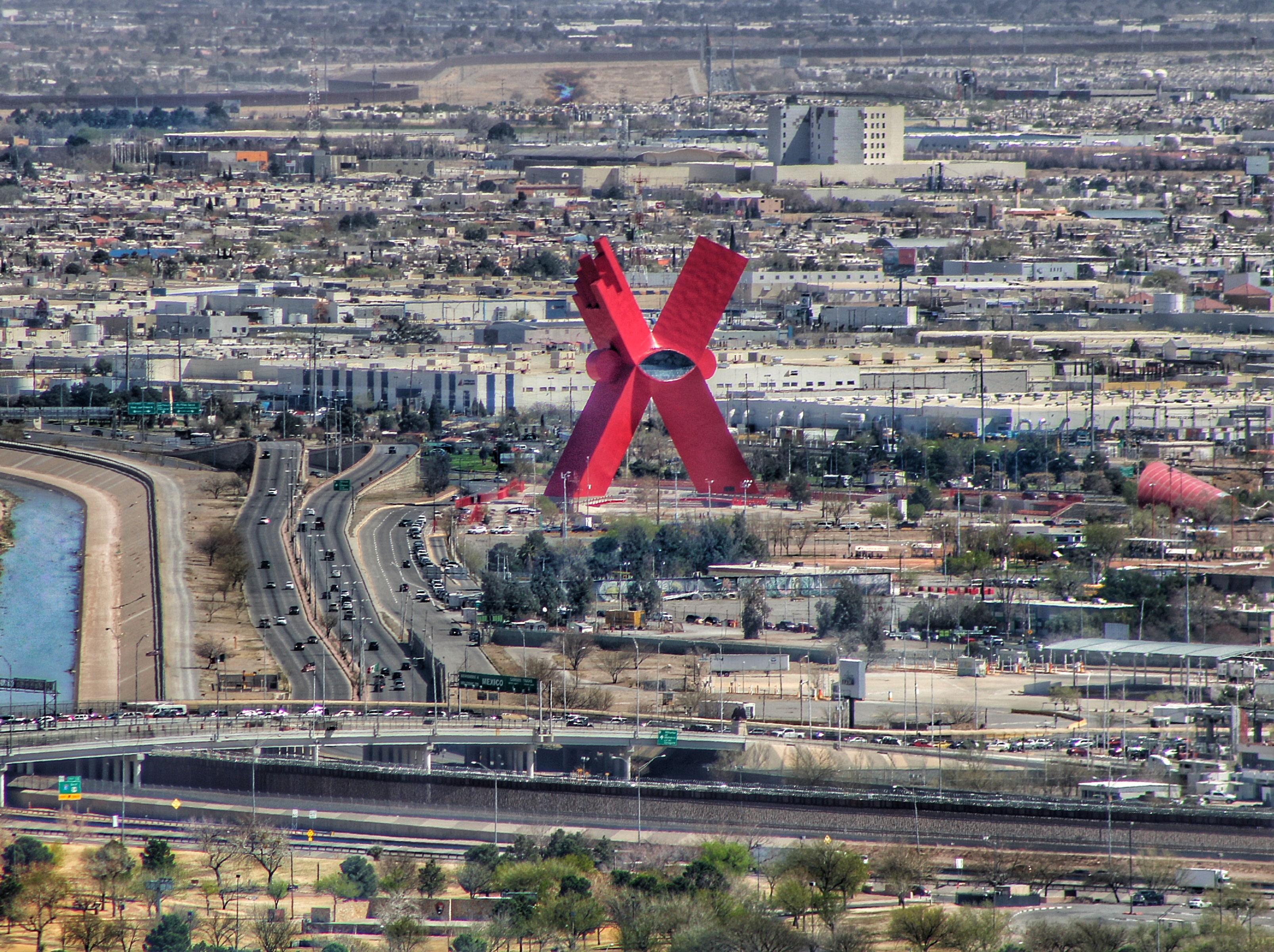
Panorama di Ciudad Juárez e della "X"

Il monumento dipinto di rosso è posizionato a poche decine di metri dal Río Bravo del Norte, il fiume che segna il confina con gli Stati Uniti, ed è alto 64 metri, largo 41 metri, e peserebbe 84 tonnellate; al centro dell'incrocio dei due bracci, vi è un osservatorio panoramico chiuso da vetrate, denominato l'occhio, (per via della sua forma, ed attualmente non in uso). In questa parte si pensava ad un certo punto di creare un ristorante, ma questo è stato escluso perché il materiale della X non lo permetteva. Oggi dopo alcuni interventi di consolidamento il progetto del ristorante è di nuovo stato preso in considerazione. Un'altra caratteristica del Monumento a la Mexicanidad è che uno dei suoi punti superiori sembra incompiuto, questo è voluto per far riflettere sugli sforzi infiniti per migliorare gli ideali di Ciudad Juárez e anche della nazione.

## Eventi
La piazza sottostante e anche di fronte al monumento è un punto d'incontro per tutti i residenti di Ciudad Juárez e della frontiera, ha un palco coperto da un arco a cono disteso, detto "guscio acustico", ed è sede di eventi, concerti e altre tradizioni che vi si celebrano è anche illuminata da uno spettacolo di luci durante la notte.